# Siverflyn
Siverflyn är en sjö i Strömsunds kommun i Jämtland och ingår i Ångermanälvens huvudavrinningsområde. Sjön har en area på 0,0522 kvadratkilometer och ligger 471,2 meter över havet.